# Utama (Cimahi Selatan)
Utama is een bestuurslaag in het regentschap Cimahi van de provincie West-Java, Indonesië. Utama telt 35.889 inwoners (volkstelling 2010).